# Tropaeolum cuspidatum
Tropaeolum cuspidatum är en krasseväxtart som beskrevs av Buchen. Tropaeolum cuspidatum ingår i släktet krassar, och familjen krasseväxter. Inga underarter finns listade i Catalogue of Life.